# Östra Tjärnen
Östra Tjärnen är en sjö i Strömsunds kommun i Jämtland och ingår i Ångermanälvens huvudavrinningsområde. Sjön har en area på 0,117 kvadratkilometer och ligger 400,3 meter över havet.

## Delavrinningsområde
Östra Tjärnen ingår i det delavrinningsområde (714831-146628) som SMHI kallar för Utloppet av Östra Tjärnen. Medelhöjden är 448 meter över havet och ytan är 1,76 kvadratkilometer. Det finns inga avrinningsområden uppströms utan avrinningsområdet är högsta punkten. Vattendraget som avvattnar avrinningsområdet har biflödesordning 4, vilket innebär att vattnet flödar genom totalt 4 vattendrag innan det når havet efter 270 kilometer. Avrinningsområdet består mestadels av skog (93 procent). Avrinningsområdet har 0,12 kvadratkilometer vattenytor vilket ger det en sjöprocent på 6,6 procent.